# Cascade-Fairwood
Fairwood, o també Cascade-Fairwood, és una concentració de població designada pel cens al comtat de King a l'Estat de Washington. Al 2009 tenia 34.580 habitants.

## Història
L'àrea de Cascade (aproximadament una població de 17.000 habitants), que incloïa gran part de Benson Hill no incorporada al nord de SE 200 Street i a l'oest de la 128th Avenue SE, va votar per ser annexada a la ciutat de Renton el 2007, a partir de l'1 de març de 2008. La resta de l'àrea no incorporada del comtat de King, que és principalment la comunitat de Fairwood, tingué l'opció d'annexionar-se a la ciutat de Renton o incorporar-se com a ciutat.
El febrer de 2005 el grup de treball de Fairwood va presentar una nota d'intenció d'incorporació al comtat de King per establir una nova ciutat de Fairwood. Aquest intent d'incorporació va ser derrotat per poc a les eleccions celebrades el 19 de setembre de 2006. En aquelles eleccions, el 48,22% dels vots van ser a favor de la incorporació; un canvi de només 136 vots a les eleccions hauria canviat el resultat.
El procés per formar una ciutat de Fairwood va ser reiniciat per la Iniciativa Municipal de Fairwood quan va presentar un altre Avís de proposta d'incorporació al comtat de King, Washington el 16 d'abril de 2007. A l'octubre de 2008 els esforços per a incorporar-se estigué sota la jurisdicció de la Junta de Revisió de Límits del Comtat de King (King County Boundary Review Board, BRB). i una empresa de consultoria contractada pel BRB dugué a terme un estudi de viabilitat econòmica per a la ciutat proposada de Fairwood.
El 3 de novembre de 2009 la Proposició 1 per incorporar una ciutat de Fairwood va tornar a fracassar, com va fer el 2006.
També s'estan realitzant esforços per annexionar l'àrea de Fairwood a la ciutat de Renton. A més, l'àrea de Red Mill de la PAA de Fairwood està duent a terme actualment una annexió separada pel mètode de petició.
El 2 de novembre de 2010 el 57,6% dels votants van votar en contra d'una proposta d'annexió de Fairwood a Renton.

## Demografia
Segons el cens del 2000 Cascade-Fairwood tenia 34.580 habitants, 13.065 habitatges, i 9.197 famílies. La densitat de població era de 1.505,2 habitants per km².
Dels 13.065 habitatges en un 35,4% hi vivien nens de menys de 18 anys, en un 56,6% hi vivien parelles casades, en un 9,9% dones solteres, i en un 29,6% no eren unitats familiars. En el 22,4% dels habitatges hi vivien persones soles el 4,7% de les quals corresponia a persones de 65 anys o més que vivien soles. El nombre mitjà de persones vivint en cada habitatge era de 2,65 i el nombre mitjà de persones que vivien en cada família era de 3,14.
Per edats la població es repartia de la següent manera: un 26,2% tenia menys de 18 anys, un 8,4% entre 18 i 24, un 33,1% entre 25 i 44, un 24,7% de 45 a 60 i un 7,6% 65 anys o més.
L'edat mediana era de 35 anys. Per cada 100 dones de 18 o més anys hi havia 96,3 homes.
La renda mediana per habitatge era de 57.996 $ i la renda mediana per família de 66.811 $. Els homes tenien una renda mediana de 47.094 $ mentre que les dones 33.886 $. La renda per capita de la població era de 25.752 $. Aproximadament el 4,6% de les famílies i el 5,9% de la població estaven per davall del llindar de pobresa.

## Poblacions properes
El següent diagrama mostra les poblacions més properes.